# Liste von Häftlingen des Konzentrationslagers Auschwitz
Die Liste von Häftlingen im Konzentrationslager Auschwitz führt bekannte Haftinsassen und Opfer des Holocaust im KZ Auschwitz auf, welches das KZ Auschwitz I (Stammlager), KZ Auschwitz II (Birkenau), KZ Auschwitz III (Monowitz) sowie eine Vielzahl von Außenlagern umfasste. Zwischen 1940 und der im Januar 1945 erfolgten Evakuierung des Lagers waren knapp über 400.000 registrierte Häftlinge im KZ Auschwitz und seinen Nebenlagern interniert, von denen mehr als die Hälfte aufgrund der inhumanen Lagerbedingungen starb. Zwei Drittel der registrierten Häftlinge waren Männer und ein Drittel Frauen. Die Opferzahlen der Konzentrationslager Auschwitz liegen bei über 1.000.000 Menschen, in der überwiegenden Mehrzahl unregistrierte jüdische Häftlinge, die bald nach der Ankunft im Lager in den Gaskammern ermordet wurden. Unter den Internierten und Opfern des Holocaust waren zahlreiche öffentlich bekannte Personen.

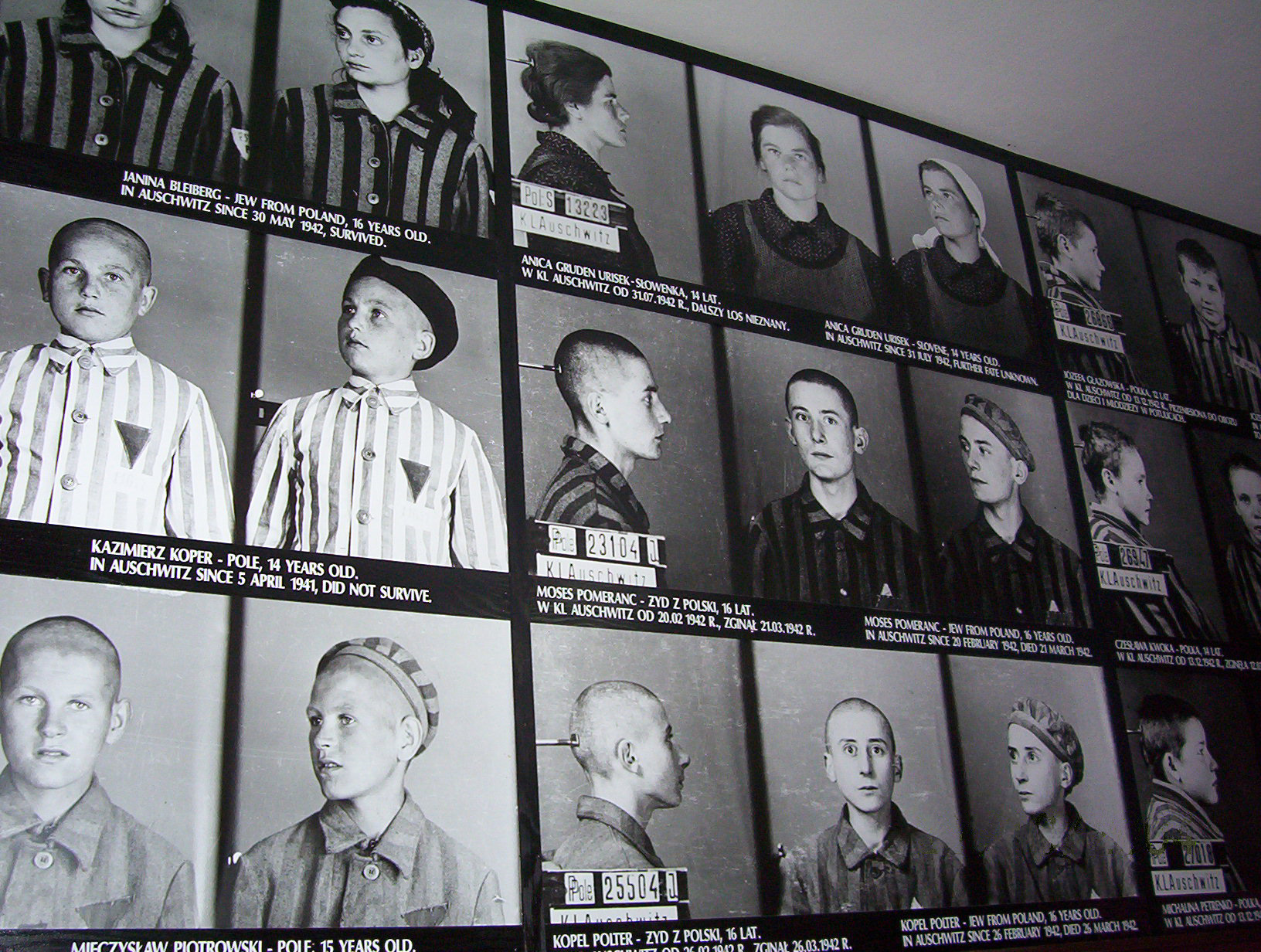
Fotografien registrierter Häftlinge in KZ-Häftlingskleidung. Knapp 40.000 dieser Aufnahmen sind erhalten

## Die ersten Auschwitz-Häftlinge
Am 20. Mai 1940 wurden die ersten 30 Häftlinge, so genannte Berufsverbrecher, in Begleitung des Rapportführers Gerhard Palitzsch aus dem KZ Sachsenhausen in das KZ Auschwitz überstellt, wo sie als Funktionshäftlinge eingesetzt wurden. Unter ihnen befand sich der Häftling mit der Nummer 1, Bruno Brodniewicz (aus Posen, ehemals wohnhaft in Berlin), der erster Lagerältester im Stammlager wurde. Brodniewicz erhielt in Auschwitz aufgrund seines brutalen Verhaltens den Namen „Czarna smierc“ (übersetzt: „Schwarzer Tod“); er soll dort für den Tod von Mithäftlingen verantwortlich gewesen sein. Nach der Evakuierung des KZ Auschwitz im Januar 1945 wurde Brodniewicz zunächst in das Außenlager B 12 Woffleben des KZ Mittelbau verlegt, wo er erneut Lagerältester wurde. Zuletzt war er im KZ Bergen-Belsen inhaftiert, wahrscheinlich wurde er dort mit anderen Funktionshäftlingen nach der Befreiung des Lagers im April 1945 von Mithäftlingen gelyncht. Des Weiteren befanden sich unter den ersten 30 Auschwitzhäftlingen auch der bei Mithäftlingen anerkannte Otto Küsel (Funktionshäftling im Arbeitsdienst mit der Häftlingsnummer 2), Hans Bock (erster Lagerältester im Häftlingskrankenbau des Stammlagers mit der Häftlingsnummer 5), Bernhard Bonitz (Blockältester und Oberkapo im Stammlager mit der Häftlingsnummer 6, später Angeklagter während des 3. Frankfurter Auschwitz-Prozesses), Arno Böhm (Lagerältester im Theresienstädter Familienlager, in Auschwitz-Birkenau mit der Häftlingsnummer 8) sowie Erich Grönke (Kapo in der Lederfabrik mit der Häftlingsnummer 11), der nach seiner Entlassung aus dem KZ Auschwitz Leiter der Lederfabrik im KZ Auschwitz wurde und mit KZ-Kommandant Rudolf Höß befreundet war.
Am 14. Juni 1940 trafen weitere 728 polnische Häftlinge aus dem Gefängnis Tarnów ein, welche die Häftlingsnummern 31 bis 758 erhielten. Ab Juli war Kazimierz Smoleń (Häftling Nr. 1327) im Lager, der spätere Leiter der KZ-Gedenkstätte.

## Funktionshäftlinge
Funktionshäftlinge waren jene Häftlinge, die von der SS zu Aufsehern, beispielsweise bei Arbeitseinsätzen, ernannt wurden. Ohne sie hätte die SS das Lager weit weniger effektiv organisieren können. Je nach Gebiet und Arbeitskommando waren ihre Positionen unterschiedlich einflussreich. Immer standen sie in der Hierarchie auf schwieriger Position zwischen den KZ-Häftlingen und dem SS-Lagerpersonal. Weitere Funktionshäftlinge:
- Lucie Adelsberger (1895–1971), deutsche Kinderärztin und Internistin, als Häftlingsärztin im KZ Auschwitz-Birkenau tätig
- Emil Bednarek (1907–2001), deutsch-polnischer Blockältester im Stammlager und in Birkenau, später im ersten Frankfurter Auschwitzprozess angeklagt
- Ernst Burger (1915–1944), österreichischer Führer des Lagerwiderstandes im Stammlager des KZ Auschwitz, Blockschreiber im Block 4 des Stammlagers
- Franz Danisch (1902–1945), deutscher Lagerältester in Auschwitz-Birkenau (Häftlingsnr. 11.182)
- Hermann Diamanski (1909–1976), deutscher Lagerältester im sogenannten „Zigeunerlager Auschwitz“
- Heinrich Dürmayer (1905–2000), Österreicher und letzter Lagerältester im Stammlager des KZ Auschwitz
- Rudolf Friemel (1907–1944), österreichischer Funktionshäftling bei der Fahrbereitschaft der Lager-SS
- Adélaïde Hautval (1906–1988), französische Psychiaterin und Häftlingsärztin im KZ Auschwitz
- Paul Kozwara, Lagerältester in Monowitz als Nachfolger von Windeck
- Werner Krumme (1909–1972), deutscher Funktionshäftling beim Häftlingsarbeitseinsatz
- Ella Lingens-Reiner (1908–2002), österreichische Häftlingsärztin im KZ Auschwitz
- Ilse Lothe (1914– nach 1945), Deutsche, Kapo in Auschwitz-Birkenau, später im Bergen-Belsen-Prozess freigesprochen
- Hermann Langbein (1912–1995), österreichischer Häftlingsschreiber beim SS-Standortarzt Eduard Wirths, später als Historiker tätig
- Hilde Lohbauer (1918–?) war deutscher Funktionshäftling in Auschwitz-Birkenau und im KZ Bergen-Belsen, später im Bergen-Belsen-Prozess zu zehn Jahren Haft verurteilt
- Orli Reichert-Wald (1914–1962), Deutsche, genannt Engel von Auschwitz, Lagerälteste im Häftlingskrankenbau
- Ignatz Schlomowicz (1918–?), Österreicher, unter anderem Kapo in Monowitz, später im Bergen-Belsen-Prozess freigesprochen
- Stanisława Starostka (1917–1946), Polin, unter anderem Lagerälteste in Auschwitz-Birkenau, später im Bergen-Belsen-Prozess zu zehn Jahren Haft verurteilt
- Robert Waitz (1900–1978), französischer Medizinprofessor, Widerstandskämpfer und Häftlingsarzt
- Josef Windeck (1903–1977), Deutscher, erster Lagerältester in Monowitz
- Ludwig Wörl (1906–1967), Deutscher, u. a. Lagerältester im Stammlager des KZ Auschwitz
- Otto Wolken (1903–1975), österreichischer Häftlingsarzt in Auschwitz-Birkenau, am 27. Januar 1945 befreit
- Ben Baumann (1908–1993), deutscher Häftlingsarzt im KZ Auschwitz

## Sonderkommando
Dem Sonderkommando KZ Auschwitz-Birkenau, dessen Angehörige von der SS gezwungen wurden, die Vergasung der Deportierten mit vorzubereiten und die Todesopfer später zu kremieren, gehörten zu verschiedenen Zeiten unter anderem folgende Häftlinge an:
- Milton Buki (1909–1988)
- Shlomo Dragon (1922–2001), polnischer Schneider jüdischer Herkunft, der nach der Schoah nach Israel auswanderte
- Alter Feinsilber (1911–1987)
- Dario Gabbai
- Salmen Gradowski
- Lejb Langfuß
- Salmen Lewenthal
- Henryk Mandelbaum (1922–2008), Pole jüdischer Herkunft, er überlebte und stand als wichtiger Zeitzeuge Rede und Antwort
- Filip Müller (1922–2013), Slowake jüdischer Herkunft
- Miklós Nyiszli (1901–1956), Arzt, ungarischer Pathologe
- David Olère (1902–1985), polnischer Maler, er überlebte und fertigte detaillierte Zeichnungen der Gaskammern an
- Dov Paisikovic (1924–1988)
- Isaak Paisikovic (etwa 1883–1945), Vater von Dov Paisikovic
- Jakow Silberberg
- Henryk Tauber
- Chaim Wolnerman
- Shlomo Venezia (1923–2012), Italiener jüdischer Herkunft, der später über seine Erfahrungen in Auschwitz publizierte
- Jeheszwa Wygodzki

## Politiker
- Hermann Axen (1916–1992), deutscher Kommunist, später Mitglied des Politbüros des ZK der SED
- Władysław Bartoszewski (1922–2015), Außenminister Polens
- Bruno Baum (1910–1971), deutscher Kommunist und später Funktionär der SED
- Józef Cyrankiewicz (1911–1989), später polnischer Ministerpräsident
- Robert Danneberg (1885–1942), sozialdemokratischer Politiker aus Österreich, in Auschwitz umgekommen
- Heinrich Fulda (1860–1943), sozialdemokratischer Politiker aus Deutschland, in Auschwitz umgekommen
- Franz Herbert (1885–1945), deutscher Landwirt und Politiker der BVP
- Benedikt Kautsky (1894–1960), österreichischer Ökonom und Finanzfachmann
- Wiesław Kielar (1919–1990), polnischer politischer Gefangener, er kam im ersten regulären Häftlingstransport zunächst nach Auschwitz I, später nach Auschwitz-Birkenau und blieb für insgesamt fast fünf Jahre als Gefangener im Lager (Häftlingsnummer 290)
- Abraham Léon (1918–1944), kommunistischer und zionistischer Belgier jüdischer Herkunft
- Jan Mosdorf (1904–1943), polnischer Politiker und Philosoph, in Auschwitz ermordet
- Otto Josef Schlein (1895–1944), deutscher Arzt und Kommunist jüdischen Glaubens, in Auschwitz umgekommen
- Robert Stricker (1879–1944), österreichischer Herausgeber, Politiker, Redakteur und Zionist
- Simone Veil (1927–2017), Gesundheitsministerin von Frankreich und Präsidentin des Europäischen Parlaments. Sie war als Jüdin insgesamt 13 Monate lang in Auschwitz und Bergen-Belsen inhaftiert.

## Sportler
- Estella Agsteribbe (1909–1943), niederländische Olympiasiegerin im Kunstturnen jüdischer Abstammung und Opfer des Holocaust
- Salamo Arouch (1923–2009), griechisch-israelischer Boxer und Überlebender des KZ Auschwitz
- Bronisław Czech (1908–1944), polnischer Meister in verschiedenen Skisportdisziplinen, in Auschwitz umgekommen (Häftlings-Nr. 349)
- Antoni Czortek (1915–2003), polnischer Meister im Boxen und Überlebender des Holocaust
- Aloizy Ehrlich (1914–1992), Tischtennisspieler, dreimal Vizeweltmeister im Einzel und Überlebender des KZ Auschwitz
- Marian Einbacher (1900–1943), polnischer Fußballspieler
- Izydor Gąsienica-Łuszczek (1912–1992), polnischer nordischer Skisportler und Überlebender des KZ Auschwitz (Häftlings-Nr. 783)
- Harry Haft (1925–2007), Profiboxer und Überlebender des KZ Auschwitz
- Julius Hirsch (1892–1943), Fußballspieler, kam am 1. März 1943 nach Auschwitz
- Adam Knioła (1911–1942), polnischer Fußballspieler
- Heinz Levy (1904–1944), niederländischer Boxer, Olympiateilnehmer und Opfer des Holocaust
- Victor Perez (1911–1945), tunesischer Profiboxer jüdischer Abstammung und Opfer des Holocaust
- Tadeusz Pietrzykowski (1917–1991), polnischer Soldat, Boxer und Überlebender des Holocaust
- Jacko Razon (1921–1997), griechisch-israelischer Boxer und Überlebender des KZ Auschwitz
- Leen Sanders (1908–1992), niederländischer Profiboxer jüdischer Abstammung und Überlebender des Holocaust

## Schriftsteller und Journalisten
- Jean Améry (1912–1978), österreichischer Schriftsteller, Überlebender von Auschwitz, Buchenwald und Bergen-Belsen
- Jerzy Bielecki (1921–2011), polnischer Autor
- Tadeusz Borowski (1922–1951), polnischer Schriftsteller, beging 1951 Suizid
- Adolf Diamant (1924–2008), deutsch-jüdischer Historiker, Journalist und Autor
- Cordelia Edvardson (1929–2012), Schriftstellerin und Journalistin, Tochter der Autorin Elisabeth Langgässer, lebte nach 1945 in Schweden und Israel
- Lucille Eichengreen (1925–2020), Überlebende des Holocaust, Zeitzeugin und Autorin
- Yehiel Feiner (1909–2001), polnischer Schriftsteller jüdischer Abstammung und Holocaust-Überlebender
- Fritz Flandrak (1893–1945), österreichischer Rechtsanwalt und Schriftsteller, in Auschwitz ermordet
- Hédi Fried (1924–2022), rumänisch-schwedische Schriftstellerin und Psychologin
- Hermann Haber (1885–1942), deutscher Maler und Karikaturist, in Auschwitz ermordet
- Georg Hermann (1871–1943), deutscher Schriftsteller jüdischer Herkunft
- Tadeusz Hołuj (1916–1985), polnischer Schriftsteller und Funktionshäftling im Lagerwiderstand
- Imre Kertész (1929–2016), ungarischer Schriftsteller, Überlebender von Auschwitz und Buchenwald
- Noah Klieger (1925–2018), israelischer Sportjournalist und Zeitzeuge
- Ruth Klüger (1931–2020), Literaturwissenschaftlerin und Schriftstellerin in Irvine, Kalifornien und Göttingen, wurde aus Wien in die Konzentrationslager Theresienstadt, Auschwitz und zuletzt nach Christianstadt verschleppt, von wo sie schließlich fliehen konnte
- Gertrud Kolmar (1894–1943), deutsche Schriftstellerin
- Erich Kulka (1911–1995), israelischer Historiker, Schriftsteller und Publizist sowie jüdischer Überlebender des Holocaust tschechischer Herkunft
- Primo Levi (1919–1987), italienischer Schriftsteller, überlebte Auschwitz III Monowitz und schrieb später über seine Erfahrungen
- Philipp Manes (1875–1944), deutscher Pelzhändler jüdischer Abstammung, in Auschwitz ermordet
- Max Mannheimer (1920–2016), jüdischer Buchautor und Überlebender des Holocaust
- Ruth Maier (1920–1942), österreichische jüdische Schriftstellerin, die durch ihre Tagebücher bekannt wurde
- Irène Némirovsky (1903–1942), jüdische Schriftstellerin aus Frankreich, in Auschwitz ermordet
- Karel Poláček (1892–1945), tschechischer Schriftsteller und Journalist, in Auschwitz ermordet
- Zofia Posmysz (1923–2022), Polin, später Autorin und Redakteurin
- Grete Reiner (1892–1944), deutsche Übersetzerin und Herausgeberin jüdischer Abstammung, in Auschwitz ermordet
- Josef Rosenzweig-Moir (1887–1943), tschechischer Dichter, Schriftsteller und Rechtsanwalt jüdischer Abstammung
- Erich Salomon (1886–1944), deutscher Bildjournalist, wurde mit seiner Frau von Theresienstadt nach Auschwitz deportiert und dort vermutlich am 7. Juli 1944 ermordet
- Karl Schloß (1876–1944), deutscher Schriftsteller und Fabrikant, wurde am 12. November 1943 eingeliefert und vermutlich am 2. Januar 1944 vergast; der Totenschein stammt vom 3. Januar 1944
- Else Ury (1877–1943), deutsche Kinderbuchautorin („Nesthäkchen“), kurz nach dem 12. Januar 1943 in einer der Gaskammern ermordet
- Ilse Weber (1903–1944), tschechoslowakische Schriftstellerin, in Auschwitz ermordet
- Elie Wiesel (1928–2016), überlebte Auschwitz III Monowitz und schrieb später über seine Erfahrungen

## Schauspieler und Künstler
- Heinz Alt (1922–1945), deutscher Komponist
- Dinah Babbitt (1923–2009), US-amerikanisch-tschechische Malerin und Bildhauerin jüdischer Herkunft und Holocaust-Überlebende
- Jehuda Bacon (* 1929), Künstler, als Kind ins Familienlager deportiert, kam in das so genannte Rollwagenkommando, Zeuge im Eichmann-Prozess und den Frankfurter Auschwitz-Prozessen
- Wladimir Dawidowitsch Baranow-Rossiné (1888–1944), ukrainisch-russischer Maler und avantgardistischer Künstler jüdischer Abstammung, in Auschwitz ermordet
- Esther Bejarano (1924–2021), Überlebende des Mädchenorchesters von Auschwitz
- Else Berg (1877–1942), deutsch-niederländische Malerin
- Otti Berger (1898–1944/1945), Textilkünstlerin und Weberin, in Auschwitz ermordet
- Wilhelm Brasse (1917–2012), polnischer Lagerfotograf, Überlebender
- Robert Clary (1926–2022), französischer Schauspieler, spielte in der Serie Ein Käfig voller Helden den LeBeau
- Helene Croner (1885–1943), deutsche Geigerin, Mitglied des Mädchenorchesters
- Friedl Dicker-Brandeis (1898–1944), österreichische Malerin, Kunsthandwerkerin und Innenarchitektin, in Auschwitz ermordet
- Vladimir Dyck (1882–1943), ukrainischer Musikpädagoge und Komponist jüdischer Herkunft, Opfer des Holocaust
- Max Ehrlich (1892–1944), deutscher Kabarettist, Schauspieler und Regisseur, in Auschwitz ermordet
- Richard Fall (1882–1945), österreichischer Komponist und Dirigent jüdischer Abstammung, Opfer des Holocaust
- Fania Fénelon (1922–1983), französische Chansonsängerin, Überlebende des Holocaust
- Clemens Fränkel (1872–1944), deutscher Landschaftsmaler, wird am 26. Februar aus Fossoli kommend eingeliefert und vermutlich sofort vergast
- Sim Gokkes (1897–1943), niederländischer Komponist jüdischer Abstammung, Opfer des Holocaust
- Adolf Frankl (1903–1983), überlebte Todesmarsch des KZ Auschwitz-Birkenau, malte Bilder aus dem Inferno
- Kurt Gerron (1897–1944), Schauspieler (Der blaue Engel) und Regisseur, wurde im Oktober 1944 in Auschwitz ermordet
- Dora Gerson (1899–1943), deutsche Stummfilm-Schauspielerin und Kabarett-Sängerin jüdischer Abstammung, in Auschwitz ermordet (sie war eine geschiedene Ehefrau von Veit Harlan)
- Julius Graumann (1878–1944), deutscher Maler und Grafiker, ermordet 1944
- Leo Haas (1901–1983), deutscher Maler aus Troppau (Opava), Grafiker, Zeichner und Karikaturist
- Pavel Haas (1899–1944), tschechischer Komponist, Opfer des Holocaust

- Peter Hammerschlag (1902–1942), österreichischer Dichter, ermordet 1942
- Hans Krása (1899–1944), tschechisch-deutscher Komponist
- Anita Lasker-Wallfisch (* 1925), deutsche Cellistin, überlebte als Mitglied des Mädchenorchester von Auschwitz. Sie war Zeugin im Bergen-Belsen-Prozess, der Mitte November 1945 endete. Mitbegründerin des Londoner English Chamber Orchestra; ihr Sohn ist der bekannte Cellist Raphael Wallfisch
- Julo Levin (1901–1943), deutscher Maler des Expressionismus jüdischer Abstammung und Opfer des Holocaust
- Fritz Löhner-Beda (1883–1942), Schlagertexter und Librettist, Textautor des Buchenwaldliedes
- Franciszka Mann (1917–1943), polnische Balletttänzerin jüdischer Herkunft, ermordet im Oktober 1943; entriss beim Entkleiden vor der Gaskammer einem SS-Mann eine Pistole, erschoss SS-Mann Josef Schillinger und verwundete SS-Mann Wilhelm Emmerich schwer
- Felix Nussbaum (1904–1944), deutscher Maler, verheiratet mit der Malerin Felka Platek, ermordet im August 1944
- Arno Nadel (1878–1943), deutsch-jüdischer Musikwissenschaftler, Schriftsteller und Maler sowie Opfer des Holocaust
- Felka Platek (1899–1944), polnische Malerin, verheiratet mit dem Maler Felix Nussbaum, ermordet im August 1944
- Daweli Reinhardt (1932–2016), deutscher Gitarrist und Komponist des Gypsy-Jazz
- Ruth Rewald (1906–1942), deutsche Kinderbuchautorin, letztes Lebenszeichen am 18. Juli 1942
- Nico Richter (1915–1945), niederländischer Komponist, wurde 1944 von Auschwitz nach Dachau und später nach Kaufering deportiert, starb wenige Wochen nach der Befreiung an den Folgen der 3½-jährigen KZ-Haft
- Alma Rosé (1906–1944), Violinistin
- Martin Rosebery d’Arguto (1890–1942), polnischer Musikpädagoge und Komponist jüdischer Abstammung, auf dem Transportweg nach Auschwitz gestorben oder in Auschwitz ermordet
- Willy Rosen (1894–1944), deutscher Kabarettist, Komponist und Texter jüdischer Herkunft, Opfer des Holocaust
- Charlotte Salomon (1917–1943), deutsche Malerin jüdischer Abstammung, Opfer des Holocaust
- Lina Salten (1890–1943), deutsche Schauspielerin, Opfer des Holocaust
- Rafael Schächter (1905–1944/1945), tschechoslowakischer Pianist, Komponist und Dirigent. Organisator und einer der Pioniere kultureller und künstlerischer Veranstaltungen im Ghetto Theresienstadt, nach Auschwitz deportiert und dort verstorben
- Franziska Schlopsnies (1884–1944), deutsche Mode-, Plakat- und Werbegrafikerin
- Coco Schumann (1924–2018), deutscher Jazzmusiker und Gitarrist, überlebte den Holocaust
- Mommie Schwarz (1876–1942), niederländischer Maler
- Arthur Silbergleit (1881–1943), deutschsprachiger, schlesischer Lyriker und Erzähler jüdischer Abstammung, Opfer des Holocaust
- Gustav Sinzheimer (1877–1943), deutscher Opernsänger jüdischer Herkunft, Stimmfach Tenor, am 29. Januar 1943 nach Auschwitz deportiert, verschollen
- Tadeusz Sobolewicz (1925–2015), polnischer Schauspieler
- Magda Spiegel (1887–1944), deutsche Konzert- und Opernsängerin jüdischer Herkunft, Opfer des Holocaust
- Viktor Ullmann (1898–1944), Komponist, wurde aus Theresienstadt nach Auschwitz gebracht und vergast
- Otto Wallburg (1889–1944), deutscher Schauspieler jüdischer Herkunft, Opfer des Holocaust
- Sioma Zubicky (1926–2014), Wunderkind jüdischer Zirkusartisten (spielte u. a. mit Édith Piaf und Josephine Baker), Schriftsteller (Spiel, Zirkuskind), Überlebender
- Haydée Schmidt, geb. Grünwald (1884–1943), jüdische Eltern (Tochter der Schriftstellerin Sidonie Josepha Grünwald-Zerkowitz), Harfenistin, Mitglied am Philharmonischen Orchester Dresden, im Dezember 1942 von Dresden nach Auschwitz deportiert und starb dort im März 1943

## Geistliche und Ordensangehörige
- Angela Autsch (1900–1944), Nonne des Klosters Mötz in Tirol
- Siegfried Grzymisch (1875–1944), deutscher Bezirksrabbiner, in Auschwitz ermordet
- Regina Jonas (1902–1944), erste Rabbinerin, am 12. Dezember 1944 ermordet
- Edith Stein (1891–1942), katholische Nonne und Heilige jüdischer Abstammung, in Auschwitz-Birkenau vergast
- Maximilian Kolbe (1894–1941), polnischer Franziskaner-Minorit, in Auschwitz ermordet (freiwillig für einen anderen in die Todeszelle gegangen), heiliggesprochen
- Josef Kowalski (Priester) (1911–1942), polnischer Salesianer Don Boscos, in Auschwitz gequält und in einer Kloake ertränkt
- Włodzimierz Szembek (1883–1942), polnischer Salesianer Don Boscos, in Auschwitz ermordet

## Sonstige Häftlinge
- Victor Aronstein (1896–1945), deutscher Arzt, vermutlich am 13. Januar 1945 in Auschwitz ermordet
- Werner Bab (1924–2010), deutscher Holocaust-Überlebender
- Tana Berghausen (1942–1943) und Ruben Baer (1939–1944), zwei Kinder aus Bielefeld (nach ihnen wurden, stellvertretend für alle ermordeten Kinder, Straßen in ihrer Heimatstadt benannt)
- Dagobert Biermann (1904–1943), Vater des Liedermachers Wolf Biermann, deutscher Kommunist jüdischer Abstammung, Opfer des Holocaust
- Hana Brady (1931–1944), jüdisches Mädchen, bekannt geworden durch den Inhalt ihres erhalten gebliebenen Koffers (Hanas Koffer)
- Wilhelm Brasse (1917–2012), polnischer Auschwitz-Überlebender (vier Jahre lang Lagerfotograf von Auschwitz)
- Thomas Buergenthal (1934–2023), bis 2010 Richter am Internationalen Gerichtshof in Den Haag
- Danielle Casanova (1909–1943), französische Kommunistin und Angehörige der Résistance
- Susan Cernyak-Spatz (1922–2019), 1938 Emigration mit den Eltern nach Prag, 1942–1945 Häftling in den Konzentrationslagern Theresienstadt, Auschwitz-Birkenau und Ravensbrück
- Alex Deutsch (1913–2011), Deutscher jüdischer Herkunft, Überlebender des Holocaust
- Jakob Edelstein (1903–1944), Tscheche jüdischer Abstammung, erster Vorsitzender des Ältestenrates im Ghetto Theresienstadt, in Auschwitz ermordet
- Edith Eger (* 1927), ungarische Holocaust-Überlebende und spätere US-amerikanische Psychologin und Autorin (The Choice)
- Jacques Feldbau (1914–1945), französischer Mathematiker jüdischer Abstammung, Opfer des Holocaust
- Anne Frank (1929–1945), von September bis Oktober 1944 in Auschwitz-Birkenau inhaftiert, dann in das KZ Bergen-Belsen gebracht, starb an Typhus
- Edith Frank (1900–1945), Mutter von Anne Frank, war von September 1944 bis Januar 1945 in Auschwitz-Birkenau inhaftiert, starb am 6. Januar 1945 in der Krankenbaracke an Unterernährung
- Otto Frank (1889–1980), Vater von Anne Frank, Leiter der niederländischen Opekta, kam am 3. September 1944 nach Auschwitz, überlebte und kehrte nach Amsterdam zurück, verstarb 1980 in Basel/Schweiz
- Viktor Frankl (1905–1997), wurde vom Ghetto Theresienstadt für wenige Tage nach Auschwitz deportiert, von dort nach Dachau, wo er befreit wurde
- Johann Friedländer (1882–1945), Feldmarschallleutnant des ersten österreichischen Bundesheeres
- Desider Friedmann (1880–1944), österreichischer Zionist, Rechtsanwalt und Präsident der Israelitischen Kultusgemeinde Wien, wurde Opfer des Holocaust
- Martin Gerson (1902–1944), deutscher Vorkämpfer jüdischer Herkunft für die Hachschara, Opfer des Holocaust
- Ala Gertner (1912–1945), Beteiligte am Aufstand des Sonderkommandos
- Petr Ginz (1928–1944), tschechischer Maler, Geschichten- und Tageschreiber, Opfer des Holocaust
- Wilhelm Groß (Montanwissenschaftler) (1883–1944), deutscher Montanwissenschaftler und jüdisches Opfer des Holocaust
- Clara Grunwald (1877–1943), deutsche Lehrerin und Protagonistin der Montessori-Pädagogik jüdischer Herkunft, Opfer des Holocaust
- Emmi Handke (1902–1994), deutsche Kommunistin, langjährige Generalsekretärin des Internationalen Lagerkomitees Ravensbrück sowie Volkskammerabgeordnete
- Ewald Hanstein (1924–2009), deutscher Sinto
- Stanisław Hantz (1923–2008), polnischer Überlebender des KZ Auschwitz (nach ihm wurde das Bildungswerk Stanisław Hantz e. V. mit Sitz in Kassel benannt)
- Etty Hillesum (1914–1943), niederländisch-jüdische Lehrerin (international bekannt durch ihre postum veröffentlichten Tagebücher aus den Jahren 1941–1943)
- Fredy Hirsch (1916–1944), deutscher Häftling jüdischer Abstammung im Konzentrationslager Auschwitz-Birkenau
- Hugo Höllenreiner (1933–2015), Sintokind im Lager
- Ottla Kafka (1892–1943), jüngste Schwester von Franz Kafka, Opfer des Holocaust
- Hannah Karminski (1897–1943), deutsche Erzieherin, Protagonistin des Jüdischen Frauenbundes und Sozialarbeiterin bei der Reichsvereinigung der Juden in Deutschland, in Auschwitz ermordet
- Miroslav Kárný (1919–2001), tschechischer Historiker und Holocaust-Forscher jüdischer Herkunft
- Alfred Klahr (1904–1944), österreichischer Häftling, Mitglied des Zentralkomitees der KPÖ, ihm gelang 1944 die Flucht, er wurde danach aber in Warschau erschossen
- Hanna Kohner (1919–1990), tschechische Überlebende, später Wahlamerikanerin, bekannt durch einen Fernsehauftritt zu ihrer Vergangenheit
- Helena Kopper (1910–?) Häftling der Strafkompanie im KZ Auschwitz-Birkenau (im Bergen-Belsen-Prozess schuldig gesprochen)
- Franz Koritschoner (1892–1941), österreichischer Häftling, langjähriges Mitglied der Parteiführung der KPÖ
- Israel Kristal (1903–2017), polnisch-israelischer Konditor. Von 2014 bis zu seinem Tod galt er als der älteste bekannte Überlebende des Holocaust, seit 2016 als der weltweit älteste Mann überhaupt.
- Hildegard Krohn (1892–1943), Freundin und Muse des Dichters Georg Heym
- Adolf Laubinger (1931–2006), Überlebender des Porajmos
- Erna Lauenburger (1920–1944), reales Vorbild für das Sinti-Mädchen Unku aus dem Jugendbuch Ede und Unku, wurde im Lager ermordet
- Jan Liwacz (1898–1980), polnischer Kunstschmied
- Wilhelm Mautner (1889–1944), österreichischer Ökonom und Kunstsammler
- Josef Meisel (1911–1993), österreichischer Kommunist und Widerstandskämpfer, dem die Flucht aus dem KZ Auschwitz gelang
- Bernhard Mosberg (1874–1944), deutscher Arzt jüdischer Abstammung, in Auschwitz ermordet
- Karl Motesiczky (1904–1943), österreichischer Psychoanalytiker und Gegner des Nationalsozialismus, in Auschwitz umgekommen
- Eva Mozes Kor (1934–2019), Überlebende der Zwillingsversuche von Josef Mengele, Zeitzeugin und Gründerin der Opferorganisation CANDLES
- Bernard Natan (1886–1942), rumänisch-französischer Regisseur und Unternehmer, am 25. September 1942 nach Auschwitz deportiert, im gleichen Jahr im Lager gestorben
- Hermann van Pels (1898–1944), niederländischer Geschäftsmann, versteckte sich mit seiner Frau Auguste und seinem Sohn Peter gemeinsam mit der Familie Frank in einem Hinterhaus in Amsterdam; wurde in den Gaskammern von Auschwitz ermordet.
- Gisella Perl (1907–1988), rumänische Gynäkologin
- Julius Philippson (1894–1943), deutscher Lehrer, Sozialist und Widerstandskämpfer gegen den Nationalsozialismus, in Auschwitz ermordet
- Witold Pilecki (1901–1948), polnischer Soldat und Widerstandskämpfer, ließ sich als einziger bekannter Mensch freiwillig nach Auschwitz einliefern, um daraus zu berichten
- Rózia Robota (1921–1945), Beteiligte am Aufstand des Sonderkommandos
- Franz Rosenbach (1927–2012), Sinto und Überlebender mehrerer Konzentrationslager, Zeitzeuge
- Otto Rosenberg (1927–2001), deutscher Sinto und Überlebender
- Chaim Rumkowski (1877–1944), Vorsitzender des Judenrates im Ghetto Łódź/Litzmannstadt, Opfer des Holocaust
- Alexander Schapiro (1890–1942), ukrainischer Anarchist jüdischer Abstammung, Publizist, Opfer des Holocaust
- Otto Selz (1881–1943), deutscher Philosoph und Psychologe, Opfer des Holocaust
- Johanna Slagter-Dingsdag (1908–1945), niederländische Widerstandskämpferin
- Kazimierz Smoleń (1920–2012), polnischer Häftling der Widerstand leistete und späterer Leiter der Gedenkstätte des KZ Auschwitz
- Justin Sonder (1925–2020), deutscher Auschwitzüberlebender
- Sophie Sondhelm (1887–1944), deutsche Krankenschwester jüdischer Abstammung, in Auschwitz umgekommen
- Ludwig Soswinski (1905–1997), österreichischer Kommunist und Jurist, der im Lagerwiderstand des Stammlagers aktiv war
- Settela Steinbach (1934–1944), niederländisches Sintokind, das im Lager ermordet wurde. Ein Foto, das während ihrer Deportation aus dem Lager Westerbork aufgenommen wurde, erlangte große Bekanntheit.
- Tadeusz Szymański (1917–2002), polnischer Holocaust-Überlebender und bedeutender Mitarbeiter des Museums Auschwitz-Birkenau
- Ivan Tkaczuk (1921–1997), Bukowina-Ukrainer, wurde am 3. Oktober 1943 mit dem Transport aus Lwow (Lemberg) in das KL Auschwitz (Stammlager) eingeliefert. Er wurde mit der Häftlingsnummer 155046 versehen. Status: Politische Gefangene.
- Gena Turgel, (1923–2018), polnisch-britische Autorin und Holocaustüberlebende der Lager KZ Auschwitz-Birkenau, KZ Buchenwald und KZ Bergen-Belsen
- Abraham Icek Tuschinski (1886–1942), niederländischer Kinobetreiber jüdisch-polnischer Herkunft, in Auschwitz ermordet
- Franz Unikower (1901–1997), deutscher Jurist jüdischer Abstammung, Mitbegründer der Jüdischen Gemeinde in Mecklenburg, Oberlandesgerichtspräsident und Mitglied des Zentralrats der Juden in Deutschland, Überlebender
- Ludwig Vesely (1919–1944), österreichischer Kommunist und Angehöriger des Lagerwiderstandes im Stammlager
- Katalin Vidor (1903–1976), ungarische Jüdin und Holocaust-Überlebende, Buchautorin
- Rudolf Vrba (1924–2006), slowakischer Jude und Holocaust-Überlebender, ab Juni 1942 in Birkenau interniert, gelang ihm im April 1944 zusammen mit Alfréd Wetzler die Flucht
- Erna de Vries (1923–2021), deutsche Holocaust-Überlebende
- Alfréd Wetzler (1918–1988), slowakischer Jude und Holocaust-Überlebender, ab 1942 in Birkenau interniert, ihm gelang im April 1944 zusammen mit Rudolf Vrba die Flucht
- Norbert Wollheim (1913–1998), Deutscher jüdischer Herkunft, tätig als Wirtschaftsprüfer, Steuerberater, ehemaliges Direktoriums-Mitglied des Zentralrats der Juden in Deutschland und Funktionär jüdischer Organisationen, emigrierte nach Kriegsende in die USA
- Mala Zimetbaum (1918–1944), Häftling seit September 1942, floh im Juni aus dem Lager, wurde wieder festgenommen und am 15. September 1944 ermordet